# Didier Couécou
Didier Couécou (25 de juliol de 1944) és un exfutbolista francès.

## Selecció de França
Va formar part de l'equip francès a la Copa del Món de 1966.